# Mladá Boleslav
Mladá Boleslav é uma cidade checa localizada na região da Boêmia Central, distrito de Mladá Boleslav. É sede da empresa Škoda Auto, que pertence ao grupo Volkswagen